# Musée Simon-Janashia de Géorgie
Le musée Simon-Janashia de Géorgie (en géorgien : სიმონ ჯანაშიას სახელობის საქართველოს მუზეუმი), anciennement musée national d’histoire de la Géorgie, est l’un des principaux musées d’histoire de Tbilissi, en Géorgie, qui présente les principales découvertes archéologiques du pays.

## Histoire
Le musée est issu du musée du département du Caucase de la Société de géographie impériale russe, fondé le 10 mai 1852 et transformé en musée du Caucase à l'initiative de l'explorateur allemand Gustav Radde en 1865. Après que la Géorgie eut retrouvé son indépendance de la Russie (1918), le musée a été rebaptisé musée de la Géorgie en 1919. Noé Kipiani a été le premier directeur du musée. Le gouvernement géorgien a évacué une grande partie de sa collection en Europe à la suite de la prise de contrôle bolchevique du pays en 1921 et a été renvoyé en Géorgie soviétique grâce aux efforts du spécialiste de l'émigré géorgien Ekvtimé Takhaïchvili en 1945. En 1947, le musée a été nommé en l'honneur du défunt historien géorgien Simon Janashia. Le musée a beaucoup souffert pendant les années de troubles post-soviétiques en Géorgie au début des années 1990. Il a été endommagé lors des combats lors du coup d'État militaire de 1991-1992, puis une partie de sa collection a été détruite par un incendie. En 2004, le musée Janashia a été intégré à d'autres grands musées géorgiens dans le cadre d'un système de gestion conjointe du Musée national géorgien. 
Le musée occupe des bâtiments au centre-ville de Tbilissi très divers sur le plan chronologique et stylistique, avec l'exposition principale située sur l'avenue Roustavéli. Ce dernier édifice a été conçu en 1910 par l'architecte Nikolay Severov à la place d'un bâtiment plus ancien écrit par A. Zaltsman et a utilisé les éléments d'un décor géorgien médiéval[pas clair].

## Collections
Le musée abrite des centaines de milliers d’objets de l’archéologie et de l’ethnographie de la Géorgie et du Caucase. Une exposition permanente suit de manière chronologique le développement de la culture matérielle géorgienne depuis l’âge du bronze jusqu’au début du XXe siècle. Parmi les objets les plus précieux du musée figurent les fossiles Homo Ergaster découverts à Dmanissi ; le trésor d'Akhalgori du Ve siècle av. J.-C. qui contient des exemples uniques de bijoux, mêlant inspirations achéménides et locales; une collection d'environ 80 000 pièces, principalement de pièces de monnaie géorgiennes; des icônes médiévales et des pièces d'orfèvre apportées ici par divers sites archéologiques de Géorgie; La mosaïque de Chukhuti, une mosaïque de bain du village de Chukhuti datant du IVe siècle; et un lapidaire qui comprend l’une des plus riches collections au monde d’inscriptions en urartéen.
Le reliquaire émaillé du monastère de Shemokmedi (en) dans la région de Gourie, réalisé au Xe siècle, est conservé aujourd'hui au Musée des Beaux-Arts de Tbilissi.